# Sydax inexpectatus
Sydax inexpectatus är en skalbaggsart som beskrevs av Martins 1981. Sydax inexpectatus ingår i släktet Sydax och familjen långhorningar. Inga underarter finns listade i Catalogue of Life.